# Torneo de Luxemburgo
El Torneo de Luxemburgo es un torneo femenino de tenis que se juega en la Ciudad de Luxemburgo, Luxemburgo. Se celebra desde 1991, el torneo fue un evento de exhibición hasta 1995, para luego convertirse en un torneo de clasificación Tier III, categoría a la que perteneció hasta 2004. En 2005, fue ascendido a Tier II, hasta que en el año 2008 fue nuevamente clasificado como Tier III.
La belga Kim Clijsters mantiene el récord de títulos individuales ganados: 5, en las ediciones de 1999, 2001, 2002, 2003 y 2005. Ninguna otra jugadora lo ha ganado más de una vez.

## Campeonas

### Individual
| Año  | Campeona                                       | Finalista                                      | Resultado                                      |
| ---- | ---------------------------------------------- | ---------------------------------------------- | ---------------------------------------------- |
| 1996 | Anke Huber                                     | Karina Habšudová                               | 6-3, 6-0                                       |
| 1997 | Amanda Coetzer                                 | Barbara Paulus                                 | 6-4, 3-6, 7-5                                  |
| 1998 | Mary Pierce                                    | Silvia Farina Elia                             | 6-0, 2-0, ret.                                 |
| 1999 | Kim Clijsters                                  | Dominique Van Roost                            | 6-2, 6-2                                       |
| 2000 | Jennifer Capriati                              | Magdalena Maleeva                              | 4-6, 6-1, 6-4                                  |
| 2001 | Kim Clijsters                                  | Lisa Raymond                                   | 6-2, 6-2                                       |
| 2002 | Kim Clijsters                                  | Magdalena Maleeva                              | 6-1, 6-2                                       |
| 2003 | Kim Clijsters                                  | Chanda Rubin                                   | 6-2, 7-5                                       |
| 2004 | Alicia Molik                                   | Dinara Sáfina                                  | 6-3, 6-4                                       |
| 2005 | Kim Clijsters                                  | Anna-Lena Grönefeld                            | 6-2, 6-4                                       |
| 2006 | Alona Bondarenko                               | Francesca Schiavone                            | 6-3, 6-2                                       |
| 2007 | Ana Ivanović                                   | Daniela Hantuchová                             | 3-6, 6-4, 6-4                                  |
| 2008 | Yelena Dementieva                              | Caroline Wozniacki                             | 2-6, 6-4, 7-6(4)                               |
| 2009 | Timea Bacsinszky                               | Sabine Lisicki                                 | 6-2, 7-5                                       |
| 2010 | Roberta Vinci                                  | Julia Görges                                   | 6-3, 6-4                                       |
| 2011 | Victoria Azarenka                              | Monica Niculescu                               | 6-2, 6-2                                       |
| 2012 | Venus Williams                                 | Monica Niculescu                               | 6-2, 6-3                                       |
| 2013 | Caroline Wozniacki                             | Annika Beck                                    | 6-2, 6-2                                       |
| 2014 | Annika Beck                                    | Barbora Záhlavová-Strýcová                     | 6-2, 6-1                                       |
| 2015 | Misaki Doi                                     | Mona Barthel                                   | 6-4, 6-7(7), 6-0                               |
| 2016 | Monica Niculescu                               | Petra Kvitová                                  | 6-4, 6-0                                       |
| 2017 | Carina Witthöft                                | Mónica Puig                                    | 6-3, 7-5                                       |
| 2018 | Julia Görges                                   | Belinda Bencic                                 | 6-4, 7-5                                       |
| 2019 | Jeļena Ostapenko                               | Julia Görges                                   | 6-4, 6-1                                       |
| 2020 | Torneo cancelado debido a la pandemia COVID-19 | Torneo cancelado debido a la pandemia COVID-19 | Torneo cancelado debido a la pandemia COVID-19 |
| 2021 | Clara Tauson                                   | Jeļena Ostapenko                               | 6-3, 4-6, 6-4                                  |

### Dobles
| Año  | Campeonas                                      | Finalistas                                     | Resultado                                      |
| ---- | ---------------------------------------------- | ---------------------------------------------- | ---------------------------------------------- |
| 2000 | Alexandra Fusai Nathalie Tauziat               | Lubomira Bacheva Cristina Torrens Valero       | 6-3, 7-6(0)                                    |
| 2001 | Elena Bovina Daniela Hantuchová                | Bianka Lamade Patty Schnyder                   | 6-3, 6-3                                       |
| 2002 | Kim Clijsters Janette Husárová                 | Kveta Hrdlickova Barbara Rittner               | 4-6, 6-3, 7-5                                  |
| 2003 | María Sharápova Tamarine Tanasugarn            | Elena Tatarkova Marlene Weingartner            | 6-1, 6-4                                       |
| 2004 | Virginia Ruano Paola Suárez                    | Jill Craybas Marlene Weingartner               | 6-1, 6-7(1), 6-3                               |
| 2005 | Lisa Raymond Samantha Stosur                   | Cara Black Rennae Stubbs                       | 7-5, 6-1                                       |
| 2006 | Květa Peschke Francesca Schiavone              | Anna-Lena Groenefeld Liezel Huber              | 2-6, 6-4, 6-1                                  |
| 2007 | Iveta Benešová Janette Husárová                | Victoria Azarenka Shahar Peer                  | 6-4, 6-2                                       |
| 2008 | Sorana Cirstea Marina Erakovic                 | Vera Dushevina Mariya Koryttseva               | 2-6, 6-3, [10-8]                               |
| 2009 | Iveta Benešová Barbora Záhlavová-Strýcová      | Vladimíra Uhlířová Renata Voráčová             | 1-6, 6-0, [10-7]                               |
| 2010 | Timea Bacsinszky Tathiana Garbin               | Iveta Benešová Barbora Záhlavová-Strýcová      | 6-4, 6-4                                       |
| 2011 | Iveta Benešová Barbora Záhlavová-Strýcová      | Lucie Hradecká Yekaterina Makarova             | 7-5, 6-3                                       |
| 2012 | Andrea Hlaváčková Lucie Hradecká               | Irina-Camelia Begu Monica Niculescu            | 6-3, 6-4                                       |
| 2013 | Stephanie Vogt Yanina Wickmayer                | Kristina Barrois Laura Thorpe                  | 7-6(2), 6-4                                    |
| 2014 | Timea Bacsinszky Kristina Barrois              | Lucie Hradecká Barbora Krejčíková              | 3-6, 6-4, [10-4]                               |
| 2015 | Mona Barthel Laura Siegemund                   | Anabel Medina Arantxa Parra                    | 6-2, 7-6(2)                                    |
| 2016 | Kiki Bertens Johanna Larsson                   | Monica Niculescu Patricia Maria Țig            | 4-6, 7-5, [11-9]                               |
| 2017 | Lesley Kerkhove Lidziya Marozava               | Eugénie Bouchard Kirsten Flipkens              | 6-7(4), 6-4, [10-6]                            |
| 2018 | Greet Minnen Alison Van Uytvanck               | Vera Lapko Mandy Minella                       | 7-6(3), 6-2                                    |
| 2019 | Cori Gauff Caty McNally                        | Kaitlyn Christian Alexa Guarachi               | 6-2, 6-2                                       |
| 2020 | Torneo cancelado debido a la pandemia COVID-19 | Torneo cancelado debido a la pandemia COVID-19 | Torneo cancelado debido a la pandemia COVID-19 |
| 2021 | Greet Minnen Alison Van Uytvanck               | Erin Routliffe Kimberley Zimmermann            | 6-3, 6-3                                       |